# Адакна
Адакна (Adacna) — рід двостулкових молюсків родини серцевидкових (Cardiidae). Черепашка довжиною до 4 см, тонкостінна, з плоскими ребрами. Замкові зуби є лише у окремих представників у вигляді рудиментів. Адакни поширені у солонуватоводних басейнах з мулистим або піщано-мулистим дном. В Україні окремі види адакни живуть у лиманах дельт Дунаю та Дністра. Деякі адакн відомі з четвертинних і пліоценових відкладів.

## Види
Містить два види:
- Adacna laeviuscula(інші мови) (Eichwald, 1829)
- Adacna vitrea(інші мови) (Eichwald, 1829)